# Kuno Kamphausen

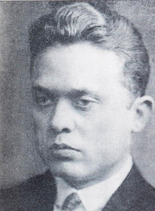
Kuno Kamphausen (um 1928).

Conrad (Kuno) Carl Adolph Kamphausen (* 27. November 1900 in Krefeld; † 30. Juni 1934 in Waldenburg (Schlesien)) war ein deutscher Architekt und Baubeamter, Märtyrer der Katholischen Kirche.

## Leben

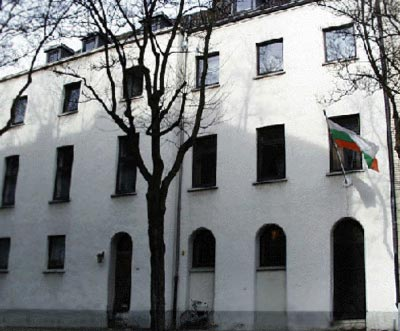
Bergland-Haus in Aachen, 1930–1931 von Kuno Kamphausen

### Leben bis zu seiner Ermordung
Nach dem Abitur studierte Kamphausen Architektur an der Technischen Hochschule Darmstadt. Während seiner Studienzeit gehörte er der katholischen Studentenverbindung KDStV Nassovia Darmstadt im CV an. Für seine Promotion wechselte er 1926 an die Technische Hochschule Aachen, wo er der KDStV Bergland (Freiberg) Aachen im CV beitrat, deren Haus er 1931/1932 plante. Von 1926 bis zum Dezember 1932 war er Mitglied der Zentrumspartei; dort trat er nicht hervor.
1932 wurde Kamphausen zum Stadtbaurat der schlesischen Stadt Waldenburg gewählt. Er wurde am 15. Februar 1933 in sein Amt eingeführt und übte es bis zu seinem Tod 1934 aus.

### Ermordung durch SS-Männer
Am 30. Juni 1934 begannen vor allem SS-Einheiten eine – als Röhm-Putsch bekannt gewordene – politische Säuberungswelle in der Nationalsozialistischen Bewegung. Diese richtete sich vor allem gegen Männer der SA-Führung um Ernst Röhm und daneben gegen andere „Staatsfeinde“.
Kamphausen hatte einem Bruder des SS-Standartenführers Förster eine Baugenehmigung verweigert. Förster und ein Standartenführer namens Deponte wollten die ihnen günstig erscheinende Gelegenheit nutzen, um auch „persönliche Rechnungen zu begleichen“ beziehungsweise um unliebsame Personen zu ermorden.
Förster und Deponte hatten auch den Oberbürgermeister von Waldenburg, Daniels, den Schlachthofdirektor Grosse und den Finanzamtsdirektor Schmidt auf ihre persönliche Todesliste gesetzt. Diese drei überlebten, weil sie am Abend des 30. Juni 1934 nicht zu Hause waren und daher von den auf sie angesetzten SS-Leuten nicht angetroffen wurden.
Kamphausen wurde von SS-Männern gegen 22.30 Uhr aus seiner Wohnung geholt unter dem Vorwand, er solle dem NSDAP-Kreisleiter vorgeführt werden. Er wurde in einem Wagen abtransportiert und von dem SS-Mann Erich Szustak erschossen.
Am nächsten Morgen gegen 8 Uhr wurde seine Leiche von einem Bergmann im Straßengraben an der Straße Neu-Kraussendorf nach Reussendorf nahe Reussendorf aufgefunden. Bei der Obduktion im Knappschaftslazarett in Waldenburg wurden elf Schusslöcher festgestellt.
Sein Name stand nicht auf der Liste von 77 von 30. Juni bis 2. Juli 1934 getöteten Menschen, deren Tod die Reichsregierung mittels Gesetz über Maßnahmen der Staatsnotwehr vom 3. Juli 1934 für rechtens erklärt und so der Untersuchung durch die Strafverfolgungsbehörden entzogen hatte.
Die von Kamphausens Frau alarmierte Polizei verweigerte ein Eingreifen mit den Worten: „In dieser Nacht, in der die SS die Macht ergreift, kann die Polizei nichts unternehmen“.

### Juristische Aufarbeitung
Kamphausen stellte unter den vom 30. Juni bis 2. Juli 1934 getöteten Personen insofern einen Sonderfall dar, als sein Name nicht auf die offizielle Liste der Reichsregierung gesetzt wurde, auf der die Namen jener Personen verzeichnet wurden, wegen deren Tötung die Justizbehörden keine Ermittlungs- und Gerichtsverfahren durchgeführt werden durfte. Diese Liste wurde von der Geheimpolizei zusammengestellt und nach Billigung durch Hitler beim Reichsjustizministerium als Verschlusssache hinterlegt. Staatsanwälte, die Ermittlungsverfahren wegen Tötungshandlungen am 30. Juni, 1. oder 2. Juli durchführen wollten, mussten beim Justizministerium Rückfrage halten, ob dies in dem Fall, wegen dem sie jeweils ermitteln wollten, erlaubt sei oder nicht. Im Ministerium wurde jeweils geprüft, ob der Name der angefragten getöteten Person auf der Liste der Personen, deren Tötung von der Regierung für legal erklärt worden war, stand oder nicht. Ermittlungen und Verfahren durften nur durchgeführt werden, sofern der Name der angefragten Person nicht auf der Liste stand. Die Liste umfasste ursprünglich siebenundsiebzig Namen und später dreiundachtzig Namen.
Da Kamphausens Name nicht auf der Liste der legalisierten Tötungen stand, durfte in seinem Fall ausnahmsweise ein Ermittlungsverfahren der Staatsanwaltschaft und anschließend ein Gerichtsverfahren gegen die an seiner Tötung beteiligten Personen durchgeführt werden.
Im September 1934 wurde vor dem Schwurgericht in Breslau ein Verfahren gegen acht SS-Angehörige durchgeführt, die an der Tötung von Kamphausen beteiligt gewesen waren. Die Anklagepunkte lauteten auf Mord, Freiheitsberaubung und Amtsanmaßung. Das Verfahren fand unter Ausschluss der Öffentlichkeit statt. Im Urteil vom 26. September 1934 wurden die SS-Führer Hermann Jenke, Oberscharführer Kurt Förster und Fritz Deponte des Totschlags in Tateinheit mit Amtsanmaßung und schwerer Freiheitsberaubung für schuldig befunden und zu Strafen von 1, 2 und 5 Jahren Gefängnis verurteilt. Fünf weitere Angeklagte – die SS-Angehörigen Makosch, Pelikowsi, Scholz, Nitsche und Szustak, der die Tötung von Kamphausen ausgeführt hatte – wurden freigesprochen.
Szustak wurde ein schuldloser Irrtum über das Vorliegen einer Staatsnotwehr zugebilligt, da das Gericht ihm glaubte, den Befehl seiner Vorgesetzten zur Erschießung Kamphausens in dem Glauben ausgeführt zu haben, dass dieser rechtens gewesen sei. Konkret habe er aufgrund der Angaben seiner Vorgesetzten Grund zu der Annahme gehabt, Kamphausen hätte die angebliche SA-Revolte unterstützt und seine Tötung sei daher aus Gründen des Selbstschutzes des Staates notwendig gewesen.
Die drei Verurteilten kamen alle innerhalb eines Jahres wieder frei: Auf Druck Himmlers wurden sie nach der Verbüßung von Teilen ihrer Strafen auf dem Gnadenwege in Freiheit gesetzt, ihre Strafen später aus dem Strafregister gelöscht. Die Männer wurden in Ehren wieder in die SS aufgenommen. Der SS-Führer Makosch wurde im Dezember 1936 zum einfachen SS-Mann degradiert und aus der SS entlassen, da er sich während des Schwurgerichtsverfahren nach Meinung der SS-Führung nicht mit dem nötigen „Mannesmut“ vor seine Untergebenen gestellt und diese gedeckt hatte.

### Beisetzung
Die Leiche Kamphausens wurde später nach Lorsch überführt und dort beigesetzt.

## Würdigungen
Die katholische Kirche hat Kuno Kamphausen im Jahr 2010 als Glaubenszeugen in das deutsche Martyrologium des 20. Jahrhunderts aufgenommen.

## Archivarische Überlieferung
Eine Abschrift des einunddreißigseitigen Urteils des Schwurgerichts Breslau gegen die Verantwortlichen für die Tötung von Kamphausen vom 26. September 1934 („Strafsache gegen Deponte, Förster, Szustak u.a.“) hat sich im Geheimen Staatsarchiv in Berlin erhalten (Rep. 90 Annex P, Nr. 39, Heft 1, Bl. 99–114).
Die Unterlagen zur SS-internen Untersuchung des Mordes an Kamphausen haben sich in der SS-Personalakte von Erich Makosch erhalten; diese Akte wird heute im Berlin Document Center (BDC: SSO-Akte Erich Makosch) aufbewahrt.